# بيتر لارسن
بيتر لارسن (بالنرويجية البوكمول: Petter Larsen)‏ هو متسابق يخت نرويجي، ولد في 6 ديسمبر 1890 في أوسلو في النرويج، وتوفي بنفس المكان في 13 سبتمبر 1946.

## وصلات خارجية
- بيتر لارسن على موقع اللجنة الأولمبية الدولية (الإنجليزية)
- بيتر لارسن على موقع أوليمبيديا (الإنجليزية)